# FN Five-seveN
La FN Five-seveN è una pistola semiautomatica ideata e prodotta dalla belga FN Herstal. Il nome (Five-seveN cioè Cinque-settE) deriva dal calibro 5,7 mm (0,224 pollici), ed è scritto in maniera da enfatizzare le iniziali dell'azienda, FN appunto.
La Five-seveN fu sviluppata insieme al Personal Defense Weapon FN P90, ed alla rispettiva cartuccia FN 5,7 × 28 mm. Il P90 fu presentata nel 1990, e la Five-seveN fu presentata nel 1998 come pistola utilizzante lo stesso calibro, il 5,7 × 28 mm. Sviluppata come arma d'accompagnamento al P90, la Five-seveN condivide con lei molte caratteristiche: cioè è un'arma leggera fatta principalmente di polimeri, con un ampio caricatore, controlli ambidestri, basso rinculo e capacità di penetrare giubbotti antiproiettili morbidi con certi tipi di cartucce.
Le vendite della pistola erano all'inizio ristrette solo ai clienti militari e alle forze di polizia della FN, ma dal 2004 è stata anche offerta a civili per autodifesa, tiro a segno e utilizzi simili. Anche se offerta solo con munizioni sportive, l'introduzione a utilizzatori civili fu vivacemente contrastata da organizzazioni per il controllo sulle armi da fuoco, come la Brady Campaign, ed è tuttora motivo di controversie negli Stati Uniti.
La Five-seveN è, ad oggi, in servizio con eserciti e forze di polizia in più di 40 paesi, come Canada, Francia, Grecia, India, Polonia, Spagna, Stati Uniti e Italia.

## Varianti
Five-seveN
La variante iniziale del 1998, non ha sistemi di sicurezza esterni, fermo di rilascio del carrello e il grilletto, ad azione doppia, necessita un'alta trazione per far fuoco (4,5-6,5 chilogrammi forza). Il grilletto solo ad azione doppia fu altamente criticato.
Five-seveN Tactical
Introdotta poco dopo la prima versione, introduce un grilletto ad azione singola, con una trazione più corta e leggera (2-3 chilogrammi forza, come nei modelli attualmente prodotti). È dotata di fermo di rilascio del carrello e sicurezza manuale ambidestra.
Five-seveN IOM
La Five-seveN IOM (Individual Officer Model, modello individuale per agente) fu la prima versione offerta per il mercato civile, dal 2004. Sostanzialmente uguale al modello Tactical, ne differisce per l'aggiunta di una slitta Picatinny sotto la volata, carrello e ponticello del grilletto zigrinati, mirino completamente regolabile e sicura sul caricatore che non permette lo sparo senza caricatore inserito, così da non porre rischio di un colpo lasciato accidentalmente nella camera di cartuccia.

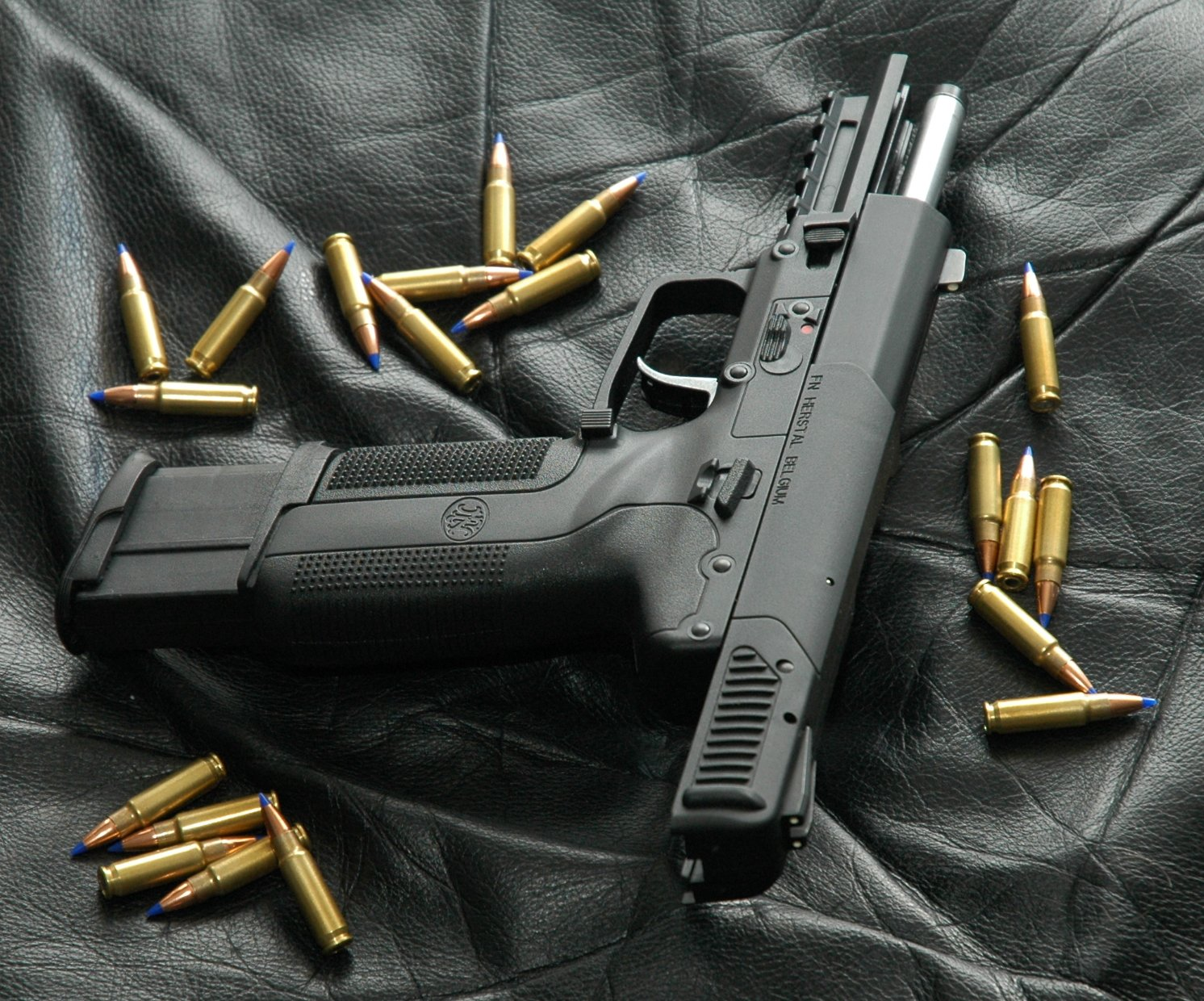
Five-seveN USG, la versione ad oggi principalmente offerta dalla FN, qui mostrata con carrello aperto.

### Modelli attuali
Five-seveN USG
La Five-seveN USG (United States Government) è attualmente la versione standard offerta dalla FN Herstal. È la versione approvata dalla ATF come sportiva nel 2004, in sostituzione della variante IOM, rispetto alla quale ha anche la possibilità di montare mirini fissi, e tutti i pulsanti esterni grigi (dal 2010 anche neri), ha anche delle piccole modifiche esteriori, come il ponticello del grilletto squadrato.
Five-seveN FDE, ODG
Le FDE e ODG sono uguali per costruzione alla versione USG, ma ne differiscono per il colore. La FDE è marrone (Flat Dark Earth) e la ODG è verde oliva tendente al verde (Olive Drab Green). Ambedue le versioni hanno pulsanti esterni neri, mentre invece nella USG sono grigi.

## Utilizzatori
- Belgio
- Canada
- Cipro
- Francia
- Grecia
- Guatemala
- India
- Indonesia
- Italia
- Libia
- Messico
- Nepal
- Perù
- Polonia
- Arabia Saudita
- Singapore
- Spagna
- Suriname
- Thailandia
- Stati Uniti